# 其原有沙
其原 有沙（そのはら ありさ、2001年8月24日 - ）は、日本のタレント、女優。東京都出身。スペースクラフト所属。元乙女新党のメンバー。

## 略歴
2歳の時にスカウトされ子役デビュー。雑誌広告モデルやテレビCMに出演した。芦田愛菜とは小学生時代にオーディションで会っている。
2014年7月5日、相原まり、緒方真優、長谷川愛里とともに、乙女新党に加入。
2015年5月27日発売の乙女新党のシングル「キミとピーカン☆NATSU宣言っ!!!」では、田尻あやめとWセンターを務める。
2016年7月3日、ワンマンライブ「乙女新党 第二幕・最終章 〜旅立ちのうた〜」をもって乙女新党が解散となり、ソロ活動開始となる。
2018年7月から12月まで放送された『ウルトラマンR/B』で湊アサヒ役で初レギュラー出演となった。
2024年2月23日、東京・新宿LiveFreakで自身初のワンマンライブ「Arisa Sonohara Colorful Live vol.1」を開催した。

## 出演

### バラエティ
- すイエんサー（2016年4月 - 2023年3月27日、NHK Eテレ） - すイエんサーガールズ

### テレビドラマ
- 咲-Saki- 阿知賀編 episode of side-A 第3話・第4話 （2017年12月18日・12月25日、MBS） - 丸瀬紀子 役[8]
- やけに弁の立つ弁護士が学校でほえる 第4話 （2018年05月12日、NHK総合） - 町田祥子 役
- ウルトラシリーズ
  - ウルトラマンR/B（2018年7月7日 - 12月22日、テレビ東京） - ヒロイン・湊アサヒ 役[9]
  - 劇場版ウルトラマンタイガ公開直前SP 30分でわかるウルトラマンタイガ（2020年3月1日、テレビ東京） ‐ ウルトラウーマングリージョの声 役[10]
- 世にも奇妙な物語「幽霊社員」（2018年、フジテレビ） ‐ 工藤花蓮 役

### 映画
- シンデレラゲーム（2016年10月1日） - 桃園りん 役[11]
- ウルトラシリーズ
  - 劇場版 ウルトラマンR/B セレクト！絆のクリスタル（2019年3月8日） -　湊アサヒ 役[12]
  - 劇場版 ウルトラマンタイガ ニュージェネクライマックス（2020年8月7日[注 1]） - ウルトラウーマングリージョの声 役[13]

### Webドラマ
- ウルトラギャラクシーファイト（YouTube） - ウルトラウーマングリージョの声 役
  - ウルトラギャラクシーファイト ニュージェネレーションヒーローズ（2019年）[15]
  - ウルトラギャラクシーファイト 大いなる陰謀（2020年）[16]
  - ウルトラギャラクシーファイト 運命の衝突 プロローグ編（2021年）
  - ウルトラギャラクシーファイト 運命の衝突（2022年）
- 王様戦隊キングオージャー IN SPACE（2024年11月10日） - ドリン 役[17]

### 舞台
- 城下町のダンデライオン（2016年8月9日 - 14日、CBGKシブゲキ!!） - 櫻田光 役
- 僕らのピンクスパイダー（2017年3月9日 - 20日、紀伊國屋ホール） - 山形実里 役
- 野畑の飼ってた宇宙人（2017年10月25日 - 29日、シアターグリーンBIG TREE THEATER）
- 宮崎理奈プロデュース公演『不思議の国のカンタータ 〜泣き声混じりの空想歌〜』（2017年11月22日 - 26日、新宿村LIVE） - チコ 役（Wキャスト）
- 宮崎理奈プロデュース公演『不思議の国のカンタータ2019』（2019年2月13日 - 17日、CBGKシブゲキ!!） - チコ 役
- ラジオ日本/SANETTY Produce主催 宮崎理奈プロデュース『カンタータ THE LIVE』（2019年7月20日、ラジアントホール） - チコ 役
- 舞台「鬼滅の刃」（2020年1月18日 - 26日、天王洲 銀河劇場 / 1月31日 - 2月2日、AiiA 2.5 Theater Kobe） - 真菰 役[18]
- ワールドトリガー the Stage（2021年11月19日 - 28日、品川プリンスホテル ステラボール / 12月2日 - 5日、サンケイホールブリーゼ） - 雨取千佳 役
  - ワールドトリガー the Stage 大規模侵攻編（2022年8月5日 - 7日[注 2]、品川プリンスホテル ステラボール / 8月19日 - 21日、京都劇場）[20]
  - ワールドトリガー the Stage ガロプラ迎撃編（2024年10月25日 - 11月4日、シアターH / 11月9日・10日、キャナルシティ劇場 / 11月15日 - 17日、COOL JAPAN PARK OSAKA WWホール / 11月22日 - 24日、天王洲 銀河劇場）[21][22]
  - ワールドトリガー the Stage B級ランク戦最終決戦編（2025年4月12日 - 20日、日本青年館ホール / 4月24日 - 27日、COOL JAPAN PARK OSAKA WWホール / 5月2日 - 11日、シアターH）[23]
- 朗読劇『アルバート家の令嬢は没落をご所望です』（2022年9月3・4日） - アリシア 役
- img「明日の卒業生たち[24]」（2023年4月8日 - 16日、すみだパークシアター倉） - 中村幸子 役[25]
- 舞台「吸血鬼すぐ死ぬ」（2023年6月2日 - 11日、天王洲 銀河劇場） - ヒナイチ 役
- 舞台「アサルトリリィ・新章」 - ルイセ・インゲルス 役
  - サングリーズル編『種の最果ての地で』 / 大島近海ネスト調査隊編『金瘡小草の咲く時』（2023年12月19日 - 25日、シアター1010）[26]
  - サングリーズル編『花々の黄昏』 / 大島近海ネスト調査隊編『玲瓏たる深潭』（2024年5月17日 - 22日、かめありリリオホール）[27]
- 舞台「Collar×Malice -deep cover-」（2024年8月11日 - 19日、こくみん共済 coop ホール / スペース・ゼロ） - 主演・星野市香 役[28]

### ライブ
- ウタヒメドリーム 1st ライブ 〜あなたは最古参〜（2023年11月19日、飛行船シアター）[29]
- ウタヒメドリーム 1周年記念2ndライブ『見たいの満天のペンライト』（2024年6月9日、飛行船シアター）[30]
- ANIMAX presents「ウタヒメドリーム」史上最大の3rdライブ～超重大発表を現地で皆様と～supported by Lemino（2025年2月24日、豊洲PIT）[31]

### 雑誌
- ちゃお（小学館）
- Zipper（祥伝社）
- LOVE berry（2016年5月 - 、徳間書店） - モデル

### CM
- 明治 XYLISH (キシリッシュ)（2006年）[32]
- 全日本空輸 ダナミックパッケージ 家族旅行篇（2017年）
- ヤマト運輸 クロネコメンバーズ 「校歌」篇（2017年）
- ヤマハ発動機「トリシティ」WEBムービー『サウナとトリシティでととのった』
- LINE JAPAN 「JKのLINEあるある」動画（2017年）
- ピザハット
  - 「おいしいピザ顔」（2018年）
  - 「激アツ！ハットのサンキューフェスタ」（2018年）
- VIDEO BRAIN「サービス名でポーズ編」（2019年）[33]
- アイリスオーヤマ 低温製法米のおいしいごはん「どうして篇」（2020年）[34]

### 広告
- 京王電鉄「プラットガール」・沿線情報誌「あいぼりー」（2022年 - ）[35]

### Webアニメ
- 幼女社長R（2023年） - 子野比座梨香 役

### ゲーム
- グランサガ(Gran Saga)（2021年） - シュラ 役
- Food Fantasy-フードファンタジー（2022年） - シナモンロール、イートン・メス、羅布麻茶 役
- モンスターストライク（2023年） - マガツヒ 役

### 玩具
- ウルトラマンR/B DXマコトクリスタル（2018年10月） - 湊アサヒ 役

### その他
- うたの☆プリンセスさまっ♪BACK to the IDOL（2024年） - 花道すず 役[36]

## ディスコグラフィ

### シングル
|                 | 発売日          | 曲名                      | 規格品番        |
| FABTONE RECORDS | FABTONE RECORDS | FABTONE RECORDS           | FABTONE RECORDS |
| --------------- | --------------- | ------------------------- | --------------- |
| 1               | 2023年8月30日   | 鳴らせ!むじなシンフォニー | FBAC-196        |

### デジタルシングル
|   | 発売日        | 曲名                   |
| - | ------------- | ---------------------- |
| 1 | 2024年8月21日 | Today is A Special Day |

### ミニアルバム
|                 | 発売日          | 曲名            | 規格品番        |
| FABTONE RECORDS | FABTONE RECORDS | FABTONE RECORDS | FABTONE RECORDS |
| --------------- | --------------- | --------------- | --------------- |
| 1               | 2023年12月20日  | phosphorus      | FBAC-201        |

### タイアップ
| 楽曲                      | タイアップ                               | 収録作品                              |
| ------------------------- | ---------------------------------------- | ------------------------------------- |
| 鳴らせ!むじなシンフォニー | Webアニメ『幼女社長R』オープニングテーマ | シングル「鳴らせ!むじなシンフォニー」 |

### キャラクターソング
| 発売日   | 商品名                         | 歌                                               | 楽曲                                                       | 備考 |
| 2023年   | 2023年                         | 2023年                                           | 2023年                                                     | 2023年 |
| -------- | ------------------------------ | ------------------------------------------------ | ---------------------------------------------------------- | --- |
| 6月28日  | Rain Rain                      | 真白清美 【ウタヒメドリーム】（其原有沙）        | 「Rain Rain」                                              | 『ウタヒメドリーム』関連曲 |
| 8月1日   | もしも明日が・・・。           | 真白清美 【ウタヒメドリーム】（其原有沙）        | 「もしも明日が・・・。」                                   | 『ウタヒメドリーム』関連曲 |
| 8月1日   | トミーフェブラッテ、マカロン。 | 真白清美 【ウタヒメドリーム】（其原有沙）        | 「トミーフェブラッテ、マカロン。」                         | 『ウタヒメドリーム』関連曲 |
| 9月1日   | 野菊いちりん                   | 真白清美 【ウタヒメドリーム】（其原有沙）        | 「野菊いちりん」                                           | 『ウタヒメドリーム』関連曲 |
| 11月19日 | ウタヒメドリーム SONG MANIA    | ウタヒメドリーム オールスターズ                  | 「ウタヒメドリーム」                                       | 『ウタヒメドリーム』関連曲 |
| 11月19日 | ウタヒメドリーム SONG MANIA    | 真白清美 【ウタヒメドリーム】（其原有沙）        | 「ウタヒメドリーム」                                       | 『ウタヒメドリーム』関連曲 |
| 2024年   |                                |                                                  |                                                            | |
| 4月17日  | セーラー服と機関銃             | 真白清美 【ウタヒメドリーム】（其原有沙）        | 「セーラー服と機関銃」                                     | 『ウタヒメドリーム』関連曲 |
| 5月28日  | バックトゥザ☆はあと            | Flower Candy                                     | 「バックトゥザ☆はあと」 「フラ・キャン・ドゥー・イット！」 | 『うたの☆プリンセスさまっ♪BACK to the IDOL』関連曲                                                                              |
| 6月26日  | ハロー・グッバイ               | 真白清美 【ウタヒメドリーム】（其原有沙）        | 「ハロー・グッバイ」                                       | 『ウタヒメドリーム』関連曲 |
| 7月23日  | キラキラじょいふる！           | Flower Candy                                     | 「キラキラじょいふる！」 「ゆらぐるHeat Beat」             | 『うたの☆プリンセスさまっ♪BACK to the IDOL』関連曲                                                                              |
| 8月28日  | ノーギフテッド                 | ウタヒメドリーム オールスターズ                  | 「ノーギフテッド」                                         | テレビアニメ『俺は全てを【パリイ】する 〜逆勘違いの世界最強は冒険者になりたい〜』 エンディングテーマ 『ウタヒメドリーム』関連曲 |
| 8月28日  | ノーギフテッド                 | ウタヒメドリーム オールスターズ                  | 「ウタヒメドリーム」                                       | 『ウタヒメドリーム』関連曲 |
| 10月1日  | フリーダム ブリリアント        | Flower Candy                                     | 「フリーダム ブリリアント」 「いえす！ふらきゃんらんど」   | 『うたの☆プリンセスさまっ♪BACK to the IDOL』関連曲                                                                              |
| 2025年   |                                |                                                  |                                                            | |
| 1月8日   | やさしさ紙芝居                 | 真白清美 【ウタヒメドリーム】（其原有沙）        | 「やさしさ紙芝居」                                         | 『ウタヒメドリーム』関連曲 |
| 2月25日  | 朝まで踊ろう                   | 桜が丘学園昭和ポップス同好会【ウタヒメドリーム】 | 「朝まで踊ろう」                                           | 『ウタヒメドリーム』関連曲 |
| 3月28日  | ふれふれ、キミの春             | 真白清美（其原有沙） feat.安月名莉子             | 「遥か」                                                   | 『ウタヒメドリーム』関連曲 |